# Invalidní sourozenci
Invalidní sourozenci je antiutopistický román předního představitele českého kulturního undergroundu Egona Bondyho z roku 1974. Bondy na půdorysu žánru sci-fi líčí morální a ekologický úpadek lidstva v budoucnosti.
Je psán v „er formě“, hovorovým jazykem, místy obsahuje vulgarismy. Převládá líčení v pochmurných, neutěšených barvách. Dílo obsahuje ekologický apel, zamýšlí se nad fungováním společnosti, lidskou povahou, analyzuje revoluce a příčiny, proč se po čase vše vrací do starých kolejí.
Kniha je paralelou Orwellova románu 1984, poprvé byla autorem „zveřejněna“ v roce 1974 v Klukovicích. 

## Souhrn děje
Invalidními sourozenci Bondy obohatil svůj autorský repertoár o vizionářský román, v němž ukazuje zánik opovrhované totalitní společnosti. Příběh se odehrává někdy kolem roku 2600 na místě, které pozvolna zaplavuje stoka odpadků po bývalých generacích. Hlavními postavami jsou nevlastní sourozenci A. a jeho sestra B. Bondy představil společnost, jež se skládá z důstojníků, postiženců, řádných občanů a invalidů. Všichni kromě invalidů – intelektuálů, pro které neměla totalitní společnost místo – se ženou za něčím, co ve skutečnosti nemá smysl. Ze života nemají žádný užitek, pouze se honí a předstírají to, co není pravda. Invalidé nechápou snahy ostatních „vrstev“ a opovrhují jimi. A. a B. spolu spokojeně žijí a největší událostí jejich dnů se stává těhotenství B. a porod dcery Terezky. Její narození oslavují všichni invalidé. Svou spontánností, skromností a uměním vystačit si i bez „nutných“ věcí ostatní společnosti se invalidé přibližují zástupcům undergroundu. Román končí asi o deset let později situací, kdy břečka zaplavuje i onen poslední kousek pevniny a katastrofu přežívají pouze invalidé na voru. Voda pak ale opadne a oni se nebrání dalším zážitkům.

### Vydání
- BONDY, Egon. Invalidní sourozenci. 1. vyd. Toronto: Sixty-Eight Publishers, 1981. 207 s. ISBN 0-88781-104-3.
- BONDY, Egon. Invalidní sourozenci. 2. vyd. Bratislava: Archa, 1991. 152 s. ISBN 80-7115-018-5.
- BONDY, Egon. Invalidní sourozenci. 3. vyd. Brno: Zvláštní vydání, 2002. 183 s. ISBN 80-85436-79-5.
- BONDY, Egon. Invalidní sourozenci. 4. vyd. Praha: Akropolis, 2012. 192 s. ISBN 978-80-87481-65-3.